# Morrison's Jig
Morrison's Jig est un air traditionnel irlandais connu sous différents noms et de nombreuses versions, surtout depuis que le violoniste irlandais James Morrison (en) l'a enregistré dans les années 1920 aux États-Unis.
Le thème est aussi appelé Morrison's, Jim Morrison's, Port Uí Mhuirgheasa (ou Porth Mhuirgheasa), Cry Of The Celtic, Maurice Carmondy’s Favorite (ou Favourite), Morrison's Aaron, Stick Across The Hob, Paddy Stack's Fancy Jig, Tom Carmondy's Favorite et Lyon's Favourite.
Il a notamment été interprété par Alan Stivell, le violoniste irlandais Sean McGuire, les groupes JSD Band (en), Gaelic Storm...

## Histoire
James Morrison (en) (1893–1947) est le violoniste qui a popularisé cet air. Morrison aurait appris la mélodie de Tom Carmondy (un ami de New York), mais Tom n'avait pas de nom pour elle. James Morrison lui aurait dit qu'il allait l'enregistrer le lendemain pour une maison de disques et l'appeler Favorite Tom Carmondy, ce qu'il fit.